# Cordulegaster princeps
Cordulegaster princeps là một loài chuồn chuồn ngô thuộc họ Cordulegastridae. Nó là loài đặc hữu của Maroc. Môi trường sống tự nhiên của chúng là sông ngòi. Chúng hiện đang bị đe dọa vì mất môi trường sống.